# Samia lunuloides
Samia lunuloides är en fjärilsart som beskrevs av Hans Rebel 1923. Samia lunuloides ingår i släktet Samia och familjen påfågelsspinnare. Inga underarter finns listade.